# Bacika, Busk
Bacika (în ucraineană Бачка) este un sat în comuna Turea din raionul Busk, regiunea Liov, Ucraina.

## Demografie
Componența lingvistică a localității Bacika
     Ucraineană (100%)
Conform recensământului din 2001, toată populația localității Bacika era vorbitoare de ucraineană (100%).